# بازسانان
بازسانان (نام علمی: Accipitriformes) راسته‌ای از پرندگان در زیررده نوآروارگان است که شامل بیشتر پرندگان شکاری روزگرد همچون عقاب‌ها، باز‌ها (قوش‌ها)، سنقرها، سارگپه‌ها، کورکورها و کرکس‌ها می‌شود و تقریباً مشابه طبقهٔ شکاریان زردچشم در منابع بازداری سنتی ایرانی است. این راسته ۲۶۶ گونهٔ زیستی را در بر می‌گیرد.
این راسته به تازگی در طبقه‌بندی‌های زیست‌شناسی وارد شده است. در گذشته رایج بود که تمام پرندگان نامبرده را در راستهٔ شاهین‌سانان (Falconiformes) قرار دهند اما برخی تحلیل‌های ژنتیکی جدید نشان داده که شاهین‌ها (شکاریان سیاه‌چشم در طبقه‌بندی بازداری سنتی) به طوطی‌سانان و گنجشک‌سانان نزدیک‌ترند تا دیگر پرندگان شکاری. بر اساس این طبقه‌بندی‌های جدید تنها شاهین‌ها و کاراکاراها در راستهٔ شاهین‌سانان قرار می‌گیرند.
جایگاه تبارشناسی کرکس‌های جهان جدید محل اختلاف است و این خانواده گاهی در راسته‌ای مستقل و مخصوص به خود با نام لاشخورسانان (Cathartiformes) طبقه‌بندی می‌شوند. در گذشته نیز برخی زیست‌شناسان این پرندگان را در راسته لک‌لک‌سانان (Ciconiiformes) طبقه‌بندی می‌کردند.

## بوم‌شناسی

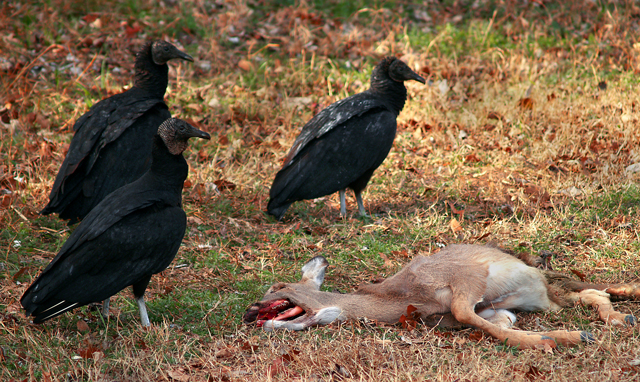
گروهی از کرکس‌های سیاه بر سر لاشه یک گوزن

بیشتر بازسانان، شکارچیان ماهر و فرصت‌طلبی هستند که از هر طعمه‌ای که بتوانند استفاده می‌کنند؛ اما تعدادی از آن‌ها برای شکار طعمه‌های خاصی سازگاری یافته‌اند. برای مثال عقاب ماهی‌گیر تقریباً فقط ماهی صید می‌کند. هما بیشتر خوراک خود را از طریق خوردن مغز استخوان تأمین می‌کند. عقاب هارپی شکارچی پستانداران درخت‌زی جنگل‌های آمازون شامل تنبل‌ها و میمون‌ها است. سنقرها و سارگپه‌ها نیز در شکار جوندگان کوچک مهارت دارند.
بسیاری از بازسانان بخشی از غذای خود را با تغذیه از مردار فاسدنشده تأمین می‌کنند، اما هیچ‌کدام به اندازه کرکس‌ها برای لاشه‌خواری تخصص نیافته‌اند. داشتن بدن بزرگ برای پرکردن چینه‌دان از حجم غذای زیاد، پاهای ضعیف‌تر برای شکار، مساحت بال بیشتر برای پرواز طولانی در آسمان و ساختارهای اجتماعی پیچیده در مقایسه با بقیه بازسانان نمونه‌هایی از تطبیق‌های فرگشتی کرکس‌ها برای موفقیت در این روش تغذیه‌ای هستند.